# Fratin
Fratin is een plaats in de Belgische streek de Gaume in de provincie Luxemburg. Tot 1977 viel Fratin onder de gemeente Sainte-Marie toen bij de gemeentelijke herindeling van 1977 in het arrondissement Virton deze opging in de gemeente Étalle.
Deelgemeenten: Buzenol · Chantemelle · Étalle · Sainte-Marie · Vance · Villers-sur-Semois

Overige dorpen: Croix Rouge · Fratin · Huombois · Lenclos · Mortinsart · Sivry · Villers-Tortru

Belgische gemeenten · Arrondissement Virton · Luxemburg · Wallonië